# Casper (personaggio)
Casper (Casper the Friendly Ghost) è il protagonista dell'omonima serie di cartoni animati prodotta dalla casa cinematografica statunitense Famous Studios. Il primo nome italiano del personaggio fu invece Gasperino.

## Storia

### Creazione e successo alla Paramount
Casper è stato creato nei primi anni 1940 da Seymour Reit e Joe Oriolo, il primo delineando l'idea del personaggio, il secondo disegnando le illustrazioni. Credendo inizialmente potesse essere lo spunto per una storia per ragazzi, non c'era in questo progetto molto interesse e mentre Reit era al servizio militare durante la Seconda guerra mondiale, Oriolo vendette i diritti del personaggio alla Paramount Pictures, famoso studio di animazione, per il quale aveva lavorato saltuariamente.
The Friendly Ghost, il primo cartone animato in cui compare Casper, fu realizzato dalla Paramount nel 1945. Nel cartone, Casper è un fantasma bambino che preferisce fare amicizia con le persone piuttosto che spaventarle. Egli lascia la sua casa ed esce per farsi degli amici. Tuttavia, ogni persona o animale che incontra lo guarda terrorizzato e scappa via. Disperato, Casper tenta invano di suicidarsi (dimenticando stranamente di essere già morto), ma dopo incontra due bambini che diventano suoi amici. La madre dei due prima rifiuta Casper, ma in seguito lo accoglie nella famiglia dopo che lui fa fuggire un avido proprietario.
Casper apparve in due successivi episodi (There's Good Boos To-Night e A-Haunting We Will Go) prima che la Paramount iniziasse nel 1950 la serie Casper l'amichevole fantasma, e che avviasse la serie teatrale nell'estate del 1959. Quasi tutte le puntate della serie iniziano allo stesso modo: Casper lascia la sua 'vita' di normale fantasma, prova a farsi degli amici ma spaventa quasi tutti, e alla fine trova un piccolo e tenero amico che Casper salva da qualche tipo di sventura. La serie è inoltre caratterizzata dalla sigla scritta da Jerry Livingston e Mack David.

### Harvey Comics, televisione e film
Casper è diventato una delle più famose creazioni della Famous Studio. Alfred Harvey, fondatore e produttore della Harvey Comics cominciò a produrre i fumetti di Casper nel 1952.
Successivamente nel 1959 la Harvey comprò i diritti di Casper e di molte altre proprietà della Famous (incluso Herman & Katnip, Little Audrey, e Baby Huey), e cominciarono col mandare in onda nel 1959 i cortometraggi della Famous del 1950 all'interno di un programma televisivo sponsorizzato dalla Mattel intitolata Funday Funnies sulla rete ABC; il programma lanciava la bambola Barbie al pubblico. Gli altri cartoni animati di Casper prodotti dalla Famous erano già stati acquisiti per la distribuzione televisiva dalla U.M.&M. T.V. Corp. nel 1956.
Nuovi episodi furono creati per Dabadabady Casper (in inglese "The New Casper Cartoon Show") nel 1963, sempre sulla ABC. I fumetti originali di Casper furono pubblicati sotto il titolo Harveytoons nel 1962 e sono stati prodotti senza interruzione fino al 1990. Casper è rimasto popolare in reruns e nella vendita, e la casa di produzione Hanna-Barbera ha prodotto due edizioni speciali per le vacanze, Un Halloween speciale per Casper, Il primo Natale di Casper (in cui compaiono anche l'Orso Yoghi, Braccobaldo, Svicolone, Ernesto Sparalesto, Tatino e Papino), e anche la serie Saturday Morning Cartoon Casper and the Angels nell'autunno del 1979, il tutto trasmesso sulla NBC.
Nel 1995 l'amichevole fantasma è diventato un film, dove lui e i suoi zii, Molla, Ciccia e Puzza, furono creati con l'animazione al computer. Secondo la pellicola, Casper (1883 - 1895) era un ragazzo di dodici anni che viveva a Whipstaff Manor, nel Maine, con suo padre inventore di nome J.T. McFadden, fino a quando non muore di polmonite della quale si ammala giocando fuori al freddo fino a dopo il tramonto: da lì è diventato spirito per non lasciare il padre vedovo da solo, poi anche J. T. muore di vecchiaia e il maniero diventa dei Crittenden per generazioni, fino alla Carrigan, ma Casper  è rimasto a Whipstaff, introducendo anche dei mezzi moderni, come l'elettricità e la TV, nella casa, che è rimasta abbandonata per cento anni. Inoltre è anche bravo nell'utilizzo di macchine fotografiche istantanee e a cucinare. Gran parte di questa storia raccontata nel film viene contraddetta dai fumetti e dai cartoni di Casper.
Nel 1996 la Fox creò una serie animata, intitolato Le fantasmagoriche nuove avventure di Casper, basata sulla storia del 1995, e che è durata due anni. Seguono due film live action direct-to-video, Casper - Un fantasmagorico inizio e Casper e Wendy - Una magica amicizia. Successivamente escono altri lungometraggi animati Casper - Il film e Casper - Scuola di paura, che vengono prodotti interamente in CGI senza nessun elemento live-action. Queste pellicole sono spesso considerate dei "sequel" del film del 1995 anche se le caratteristiche delle trame dei film si contraddicono e non sembrano neanche ambientati nello stesso universo.
Nel film e nella serie animata Casper - Scuola di paura la personalità di Casper rimane sempre la stessa, ma ha nuovi amici e nemici. Dal film è stata inoltre tratta una serie televisiva omonima a cartoni animati in CGI.

## Attori che interpretano Casper
Casper è stato interpretato da Malachi Pearson in Casper e Le fantasmagoriche nuove avventure di Casper, da Jeremy Foley in Casper - Un fantasmagorico inizio e Casper e Wendy - Una magica amicizia, da Brendan Ryan Barrett in Casper - Il film e da Devon Werkheiser nel film e nella serie animata Casper - Scuola di paura. Devon Sawa è l'unico attore che recita il personaggio dal vivo, rappresentandolo in una scena del film del 1995 in cui Casper viene temporaneamente riportato in vita.

## Altre apparizioni o menzioni
- Nel film Un mondo perfetto, il protagonista stringe un legame con il suo piccolo ostaggio e lo spinge a travestirsi da Casper per festeggiare Halloween.
- La NASA ha dato il nome Casper ad una roccia marziana durante il viaggio del Mars Pathfinder sul pianeta Marte nel 1997. Nelle prime foto, la "Roccia Casper" si presentava completamente bianca.
- C'è una parodia di Casper in un episodio dei Simpsons. Bart e Lisa stanno prendendo in giro l'uno i fumetti dell'altro, quando Bart precisa che Casper assomiglia spaventosamente a Richie Rich. Lisa aggiunge che forse Richie era rimasto disilluso dalla sua ricchezza, e perciò si era tolto la vita.
- Nel film La storia segreta di Stewie Griffin, una scena descrive la dipartita di Casper in un atto iniziato per caso da Stewie (Stewie, giocando a freesbe col suo amico Casper, lancia il disco troppo lontano e Casper, prendendolo, viene investito da un'auto; subito dopo l'incidente, Casper torna da Stewie sotto forma di fantasma, Stewie si rammarica per l'accaduto, ma il neo-fantasma risponde di non preoccuparsi, poiché meditava già di suicidarsi)
- Nella serie televisiva Cin cin, Norm Peterson osserva che alla fine di ogni episodio Casper è circondato da amici, ma che all'inizio dell'episodio successivo si ritrova di nuovo solo. La risposta di Cliff Clavin è che Casper vuole solo estinguere la sua sete di sangue.
- Il nome della scuola nella serie Danny Phantom di Nickelodeon è Casper High.
- Daniel Johnston, un artista e un underground, o outsider musician ha una canzone chiamata "Casper the friendly ghost" . Casper è inoltre rappresentato in molte delle copertine dei suoi album .
- Casper è parodiato in un episodio di Robot Chicken nel quale ha un fratello di nome Jasper "Il fantasma Douchebag". Jasper è in apparenza identico a Casper, ma la sua personalità e i suoi modi sono all'opposto. Invece di essere amichevole nei confronti delle persone, Jasper gioca loro brutti scherzi (possedendo il corpo di una persona morta al suo funerale, perseguitando la gente, ecc).
- La canzone Ghost Ride di Mistah F.A.B. fa riferimento a Casper.
- Il gioco in CD-Rom di Casper è stato prodotto e pubblicato in molte lingue nel 2006 e 2007 da Compedia
- Nel telefilm Buffy l'ammazzavampiri nell'episodio di Halloween della seconda stagione, Buffy chiama Willow "Casper" poiché lei si era vestita da fantasma.
- Nel film Sonic 3 c'è una scena in cui i protagonisti Sonic,Tails e Knuckles guardano il film di Casper, con Knuckles che rimane spaventato alla vista del fantasmino.